# Eclissi solare del 16 novembre 2058
L'Eclissi solare del 16 novembre 2058 è un evento astronomico che avrà luogo il suddetto giorno attorno alle ore 03:23 UTC.

## Eclissi correlate

### Eclissi solari 2059 - 2061
Questa eclissi è un membro di una serie semestrale. Un'eclissi in una serie semestrale di eclissi solari si ripete approssimativamente ogni 177 giorni e 4 ore (un semestre) in nodi alternati dell'orbita della Luna.